# Liste der portugiesischen Botschafter in Usbekistan
Die Liste der portugiesischen Botschafter in Usbekistan listet die Botschafter Portugals in Usbekistan auf. 
Die beiden Staaten unterhalten seit 1992 diplomatische Beziehungen. Erstmals akkreditierte sich im Jahr 1996 ein portugiesischer Vertreter in der usbekischen Hauptstadt Taschkent. Eine eigene Botschaft eröffnete Portugal dort nicht, der Portugiesische Botschafter in Russland ist seither auch für Usbekistan zuständig und wird dort dazu zweitakkreditiert.

## Missionschefs
| Name                                    | Bild       | Amtszeit   | Anmerkungen                                                     |
| Usbekistan                              | Usbekistan | Usbekistan | Usbekistan                                                      |
| --------------------------------------- | ---------- | ---------- | --------------------------------------------------------------- |
| João Pacheco Luís Gomes                 |            | ab 1996    | Botschafter mit Amtssitz Moskau, 1996 in Taschkent akkreditiert |
| Jorge Ryder Torres Pereira              |            | ab 2001    | Übergangs-Geschäftsträger                                       |
| João Diogo Nunes Barata                 |            | ab 2002    | Botschafter mit Amtssitz Moskau                                 |
| Manuel Marcelo Monteiro Curto           |            | ab 2004    | Botschafter mit Amtssitz Moskau                                 |
| Pedro Nuno de Abreu e Melo Bártolo      |            | ab 2009    | Botschafter mit Amtssitz Moskau                                 |
| Paulo João Lopes do Rego Vizeu Pinheiro |            | seit 2017  | Botschafter mit Amtssitz Moskau                                 |